# Polyetenfiber
Polyetenfiber är en textilfiber, av underkategorin konstfiber. Inom underkategorin konstfiber tillhör den syntetfibrerna, vilket innebär att den kemiskt sett står nära plasterna, i detta fall polyeten. Polyetenfiber har låg densitet och smältpunkt, lågt pris samt stor kemisk och biologisk beständighet. Den används främst för tekniska textilier. 